# Havel & Partners
HAVEL & PARTNERS je jedna z největších advokátních kanceláří působících v České republice a na Slovensku. Hlavní sídlo má v Praze a další kanceláře v Bratislavě, Brně, Ostravě, Plzni a Olomouci. Dále působí také ve Spolkové republice Německo prostřednictvím kanceláře ve Frankfurtu nad Mohamem.

## Historie
Společnost byla založena v roce 2001 jako HAVEL & HOLÁSEK v.o.s., když zakládajícími společníky byli Jaroslav Havel a Jan Holásek. V roce 2006 společnost změnila formu na společnost s ručením omezeným a v roce 2011 se přejmenovala na Havel, Holásek & Partners. V roce 2015 společnost opustil Jan Holásek. Společnost následně od 1. ledna 2018 zkrátila svoji obchodní firmu na HAVEL & PARTNERS s.r.o., advokátní kancelář.   
Společnost měla v roce 2024 cca 350 právníků a daňových poradců a celkem cca 500 spolupracovníků: z toho cca 150 advokátů a 19 společníků:
- JUDr. Jaroslav Havel
- Mgr. Robert Nešpůrek, LL.M.
- Mgr. Marek Vojáček
- Mgr. David Neveselý
- Mgr. Václav Audes
- JUDr. Robert Neruda, Ph.D.
- Mgr. Josef Hlavička
- Mgr. Jan Koval
- Mgr. František Korbel, Ph.D.
- Mgr. Dušan Sedláček
- Mgr. Lukáš Syrový
- Mgr. Jan Šturm, LL.M.
- Mgr. Ondřej Majer
- JUDr. Bc. Petr Kadlec
- Mgr. Marek Lošan
- Mgr. Ondřej Florián
- JUDr. Jiří Kunášek
- Mgr. Ivan Rámeš
- Mgr. Bc. Štěpán Štarha

## Profesní ocenění
V letech 2020, 2021 a 2022 vyhodnotila britská ratingová agentura Chambers and Partners ve svém mezinárodním hodnocení právnických firem HAVEL & PARTNERS jako nejlepší advokátní kancelář působící v České republice.
V české soutěži Právnická firma roku získala advokátní kancelář HAVEL & PARTNERS v roce 2018 1/ hlavní cenu pro domácí kancelář a 2/ zvítězila v odborných kategoriích Právo obchodních společností a Duševní vlastnictví a 3/ ve všech dalších odborných kategoriích (právo hospodářské soutěže, developerské a nemovitostní projekty, fúze a akvizice, restrukturalizace a insolvence, řešení sporů a arbitráže, bankovnictví a finance, kapitálové trhy, telekomunikace a média, právo informačních technologií, veřejné zakázky, pracovní právo, sportovní právo, energetika a energetické projekty, daňové právo) se umístila v roce 2018 mezi nejvíce doporučované advokátní kanceláře v ČR (tzv. top-tier).
V roce 2019 získala kancelář HAVEL & PARTNERS v soutěži Právnická firma roku v ČR 1/ cenu za nejlepší klientské služby a 2/ zvítězila v odborných kategoriích Fúze a akvizice (M&A) a Veřejné zakázky a 3/ ve všech ostatních odborných kategoriích se znovu umístila mezi velmi doporučované kanceláře v ČR (tzv. top-tier). Kancelář nesoutěží v odborné kategorii Trestní právo, když v této oblasti poskytuje služby její spřízněná advokátní kancelář SEIFERT A PARTNEŘI.

## Právní specializace
Kancelář poskytuje právní služby ve všech oblastech práva. Kancelář je interně rozčleněna podle právních specializací na tzv. business units.
V některých specifických právních oblastech pak poskytuje služby ve spolupráci s třetími subjekty (zejm. v oblasti trestního práva s advokátní kanceláří SEIFERT A PARTNEŘI, v oblasti daňového práva se společností HAVEL & PARTNERS Tax s.r.o. a v oblasti vymáhání retailových pohledávek se společností Cash Collectors).    

## "Fidorková" aféra
V roce 2024 zahýbala internetem kauza, kdy byla část zaměstnanců a pracovníků kanceláře obviněna z rozkrádání občerstvení připraveného v zasedacích místnostech. Na toto obvinění reagoval řídící partner Jaroslav Havel e-mailem oznamujícím plánované snížení stavů o 20 - 25 lidí, neboť kancelář se navzdory období rekordních zisků snaží zajistit finanční stabilitu.